# 2R0I2P0
《2R0I2P0》는 일본의 실험 밴드 BORIS와 노이즈 뮤지션 메르츠보우가 컬래버해 발매한 음반이다. 이 음반에는 BORIS의 첫 번째 음반 《Love & Evol》의 수록곡 일부가 재수록되었다. 2020년 12월 11일 발매 예정이다.
2020년 10월 19일, 〈Away From You〉의 비디오가 공개되었다.

## 트랙 리스트
| #   | 제목                | 재생 시간 |
| --- | ------------------- | --------- |
| 1.  | 〈Away From You〉   | 7:35      |
| 2.  | 〈To the Beach〉    | 7:10      |
| 3.  | 〈Coma〉            | 3:14      |
| 4.  | 〈Love〉            | 6:43      |
| 5.  | 〈Absolutego〉      | 4:31      |
| 6.  | 〈Journey〉         | 7:45      |
| 7.  | 〈Uzume〉           | 6:51      |
| 8.  | 〈Evol〉            | 13:05     |
| 9.  | 〈Boris〉           | 8:50      |
| 10. | 〈Shadow of Skull〉 | 12:09     |